# NGC 4662
NGC 4662 (другие обозначения — UGC 7917, MCG 6-28-25, ZWG 188.18, KARA 550, PGC 42904) — галактика в созвездии Гончих Псов.
Центр галактики беден газом, излучение в спектральной линии [O III] слабо. Светимость балджа составляет 14% светимости диска, имеется крупный бар.
Этот объект входит в число перечисленных в оригинальной редакции «Нового общего каталога».